# Liste der Naturdenkmale in Bisingen
| Naturdenkmale | Anzahl |
| ------------- | ------ |
| FND           | 0      |
| END           | 10     |
| Gesamt        | 10     |

Die Liste der Naturdenkmale in Bisingen nennt die verordneten Naturdenkmale (ND) der im baden-württembergischen Zollernalbkreis liegenden Gemeinde Bisingen. In Bisingen gibt es insgesamt zehn als Naturdenkmal geschützte Objekte, keines ist ein flächenhaftes Naturdenkmal (FND), alle sind Einzelgebilde-Naturdenkmale (END).
Stand: 31. Oktober 2016.

## Einzelgebilde (END)
| Name                                        | Bild | Kennung     | Einzelheiten | Position | Fläche Hektar | Datum         |
| ------------------------------------------- | ---- | ----------- | ------------ | -------- | ------------- | ------------- |
| Kirchstraßenlinde                           | BW   | 84170080205 | Bisingen     | ⊙        | 0,0           | 28. Apr. 1995 |
| Rotbuche, Berg- u. Spitzahorn am Zollerbhf. | BW   | 84170080211 | Bisingen     | ⊙        | 0,0           | 28. Apr. 1995 |
| 1 Eiche Weidenbach                          | BW   | 84170080017 | Bisingen     | ⊙        | 0,0           | 12. Jan. 1962 |
| 1 Linde auf der Bismarckhöhe                | BW   | 84170080209 | Bisingen     | ⊙        | 0,0           | 28. Apr. 1995 |
| 1 Linde "Friedenslinde"                     | BW   | 84170080303 | Bisingen     | ⊙        | 0,0           | 15. Feb. 2000 |
| 1 Linde                                     |      | 84170080210 | Bisingen     | ⊙        | 0,0           | 28. Apr. 1995 |
| 1 Roßkastanie auf Schulplatz                | BW   | 84170080207 | Bisingen     | ⊙        | 0,0           | 28. Apr. 1995 |
| 2 Linden im Friedhof                        | BW   | 84170080013 | Bisingen     | ⊙        | 0,0           | 12. Jan. 1962 |
| 2 Linden mit Bildstock                      | BW   | 84170080206 | Bisingen     | ⊙        | 0,0           | 28. Apr. 1995 |
| 2 Pappeln mit Steinkreuz                    | BW   | 84170080208 | Bisingen     | ⊙        | 0,0           | 28. Apr. 1995 |
| Legende für Naturdenkmal                    |      |             |              |          |               |               |